# Frischborn
Frischborn is een plaats in de Duitse gemeente Lauterbach (Hessen), deelstaat Hessen, en telt 1118 inwoners (2007).